# Kozarac (Gvozd)
Kozarac falu Horvátországban, Sziszek-Monoszló megyében. Közigazgatásilag Gvozd községhez tartozik.

## Fekvése
Sziszektől légvonalban 38, közúton 55 km-re délnyugatra, Károlyvárostól légvonalban 30, közúton 48 km-re délkeletre, községközpontjától légvonalban 3, közúton 7 km-re északkeletre, a Kordun keleti részén, az úgynevezett Báni végvidéken, a 35-ös számú főút mentén, Felsőcsemernice és Bović között fekszik. Gornji és Donji Kozaracot a Ravnice erdő választja el egymástól. Főbb településrészei Mrkšići, Grgići, Popovići, Jelovci, Marinkovići, Gledići és Ajdinovići az itt élő családok neveit viselik.

## Története
Kozarac a  környék számos településéhez hasonlóan a 17. század vége felé népesült be, amikor Bosznia területéről menekülő pravoszláv szerbek érkeztek ide. A falu a katonai határőrvidék része lett. A 18. század közepén megalakult a Glina központú első báni ezred, melynek fennhatósága alá ez a vidék is tartozott. 1881-ben megszűnt a katonai közigazgatás. A településnek 1857-ben 358, 1910-ben 471 lakosa volt. Zágráb vármegye Vrginmosti járásához tartozott. Lakói szegény földművesek voltak. 1918-ban az új szerb-horvát-szlovén állam, majd később Jugoszlávia része lett. A második világháború idején szerb többségű lakossága nagyrészt elmenekült, de sokakat meggyilkoltak, elhurcoltak, mások pedig partizánnak álltak. A glinai mészárlás során 1941. augusztus 2-án mintegy ezer, a vrginmosti község területéről elhurcolt szerbet gyilkoltak meg. 1941. szeptemberében ellenséges erők teljesen lerombolták a települést. A partizánok a bihácsi hadművelet során 1942-ben visszafoglalták. A faluból 21-en harcosként estek el a partizánharcok során, míg 64 főt az usztasák és a németek gyilkoltak meg, 58-an a tífuszjárvány áldozatai lettek és további öt lakos lett a harcok áldozata. A háború után megindult az újjáépítés. A délszláv háború idején szerb lakossága a jugoszláv és szerb erőket támogatta. A horvát hadsereg a Vihar hadművelet keretében 1995. augusztus 7-én foglalta vissza települést, melyet teljesen leromboltak. A szerb lakosság elmenekült, de később sokan visszatértek. 2011-ben 122 lakosa volt, akik főként mezőgazdasággal és állattartással foglalkoztak.

## Népesség
| Lakosság változása | Lakosság változása | Lakosság változása | Lakosság változása | Lakosság változása | Lakosság változása | Lakosság változása | Lakosság változása | Lakosság változása | Lakosság változása | Lakosság változása | Lakosság változása | Lakosság változása | Lakosság változása | Lakosság változása | Lakosság változása |
| ------------------ | ------------------ | ------------------ | ------------------ | ------------------ | ------------------ | ------------------ | ------------------ | ------------------ | ------------------ | ------------------ | ------------------ | ------------------ | ------------------ | ------------------ | ------------------ |
| 1857               | 1869               | 1880               | 1890               | 1900               | 1910               | 1921               | 1931               | 1948               | 1953               | 1961               | 1971               | 1981               | 1991               | 2001               | 2011               |
| 358                | 385                | 407                | 470                | 473                | 471                | 472                | 563                | 412                | 476                | 441                | 347                | 338                | 291                | 166                | 122                |

## Nevezetességei
A II. világháború áldozatainak emlékműve.